# Федеральное агентство по управлению особыми экономическими зонами
Федеральное агентство по управлению особыми экономическими зонами (РосОЭЗ) — федеральный орган исполнительной власти России, существовавший в 2005—2009 годах, находившийся в ведении Министерства экономического развития Российской Федерации.
Агентство осуществляло функции по оказанию государственных услуг и правоприменительные функции в сфере управления особыми экономическими зонами, функции по контролю за выполнением соглашений об осуществлении (ведении) промышленно-производственной, технико-внедренческой и туристско-рекреационной деятельности в особых экономических зонах, в портовых особых экономических зонах по обеспечению действия специального правового режима Особой экономической зоны в Калининградской области.

## История
Федеральное агентство по управлению особыми экономическими зонами, подведомственное Министерству экономического развития и торговли Российской Федерации, было образовано 22 июля 2005 года Указом Президента Российской Федерации № 855 в целях реализации подписанного в тот же день Федерального закона «Об особых экономических зонах в Российской Федерации».
19 августа 2005 года было утверждено Положение об агентстве, установлена численность центрального аппарата (185 человек) и его юридический адрес — Москва, Овчинниковская набережная, д. 18/1. Также установлены количество должностей заместителя руководителя — 5 единиц, количество управлений в центральном аппарате — 9 и численность работников территориальных подразделений — 200 человек.
В ноябре 2005 года количество должностей заместителя руководителя было увеличено до шести.
В апреле 2006 года для реализации некоторых функций по управлению особыми экономическими зонами на базе ФГУП «Внешстройимпорт» было создано ОАО «Особые экономические зоны» со 100-процентным государственным участием. За агентством были закреплены полномочия собственника в новом обществе.
В апреле 2007 года аппарат агентства был заметно увеличен вследствие передачи некоторых функций от Федеральной службы кадастра объектов недвижимости. Так, количество управлений в центральном аппарате было увеличено до 12-ти, его численность — до 327 человек, численность работников территориальных органов — до 650 человек.
29 октября 2007 года внесены некоторые изменения в положение об агентстве и сокращена штатная численность центрального аппарата (до 312 человек).
12 мая 2008 года вышестоящее ведомство — Министерство экономического развития и торговли Российской Федерации — было преобразовано в Министерство экономического развития Российской Федерации.
5 октября 2009 года в соответствии с указом Президента РФ № 1107 агентство было упразднено, а его полномочия были переданы Министерству экономического развития Российской Федерации.
С 2009 года управление особыми экономическими зонами, строительство инфраструктуры, привлечение инвесторов осуществляет АО «Особые экономические зоны».

## Руководитель агентства
- Жданов Юрий Николаевич (28 июля 2005 — 11 сентября 2006)
- Мишустин Михаил Владимирович (18 декабря 2006 — 29 февраля 2008)
- Алпатов Андрей Алексеевич (29 февраля 2008 — 5 октября 2009)

### Заместители руководителя агентства (на момент ликвидации)
- Бударина Татьяна Николаевна (с марта 2008 г.)
- Петрушин Андрей Станиславович (с 31 января 2008 г.)
- Федоткин Дмитрий Викторович (с марта 2008 г.)
- Янков Кирилл Вадимович (с ноября 2007 г.)

## Структура агентства
- Управление по промышленно-производственным зонам
- Управление по технико-внедренческим зонам
- Управление по работе с инвесторами и международными организациями
- Управление по организации и развитию инфраструктуры ОЭЗ
- Управление по туристско-рекреационным зонам
- Финансово-экономическое управление
- Контрольно-правовое управление
- Управление делами
- Управление по портовым зонам
- Управление государственного администрирования
- Информационно-технологическое управление